# Manuel Moro
Manuel Moro Cid (Ciudad de México,  29 de noviembre de 1929 -  8 de mayo de 2007) fue un dibujante de cómic mexicano.

## Biografía
En 1955 debutó en las historietas con Dana en el Mundo Perdido.
En octubre de 1966 Moro fue seleccionado para colaborar con Alejandro Jodorowsky en Anibal 5, una rupturistas serie de ciencia ficción.
Otros de sus trabajos son Azor, el primitivo, Joyas de la Mitología, portadista de Fantomas, la amenaza elegante y Los Insoportables Borbolla, con el propio Jodorowsky. Fue director artístico de Novaro Editores, en donde también ocupó el puesto de director de Producción.

## Estilo
En sus mejores obras, como Aníbal 5, Manuel Moro recuerda a dibujantes estadounidenses como Frank Frazetta o Wallace Wood.